# Eddy Vilard
Eddy Vilard, a właściwie Manuel Eduardo Villasana Ruiz (ur. 2 listopada 1988 w Cancún) – meksykański aktor.
Znany głównie z serialu Zbuntowani, gdzie wcielił się w rolę Teodora 'Teo' Ruiza Palacios. W 2004 wystąpił w teledysku "Ángel" piosenkarki i aktorki Belindy.

## Filmografia
- 2004–2006: Rebelde, jako  Teodoro "Teo" Ruiz Palacios
- 2007–2008: Lola...Érase una vez, jako Archibaldo Von Ferdinand
- 2008: Alma de hierro, jako Wicho
- 2012: Amor Bravio Nieposkromiona miłość, jako Pablo Albarran
- 2016: Trzy Razy Ana, jako Daniel Hinojosa